# Silfo

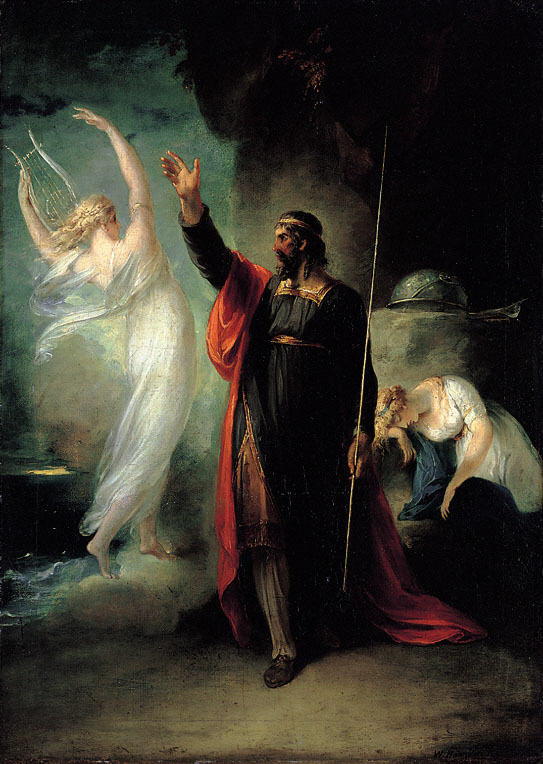
Representação de Ariel e Prospero, da obra A Tempestade, de Shakespeare. Pintura de William Hamilton

Silfos ou Sílfides são seres mitológicos do ar na tradição germânica.
O termo provém de Paracelso, que os descreve como elementais que reinam no ar. Uma vez que o termo se origina com Paracelso, há relativamente pouca lenda e mitologia pré-paracelésias que podem ser lhes associadas com confiança, mas um número significativo de trabalhos subsequentes literários e ocultos foram inspirados pela ideia. Robert Alfred Vaughan observou que "as fantasias selvagens mas poéticas" de Paracelso provavelmente exerceram uma influência maior sobre sua idade e a subsequente que geralmente é suposto, particularmente sobre os membros da  Ordem Rosacruz, mas que até o século XVIII eles se tornaram reduzidos a "máquinas para o dramaturgo" e "figurantes de ópera".

## Descrição
Têm uma capacidade intelectual sensível, chegando a favorecer o homem na sua imaginação. São reconhecidamente belos, assumindo vários tons de violeta e de rosa. As lendas contam que são os silfos que modelam as nuvens com as suas brincadeiras, para embelezar o dia-a-dia do homem na Terra. Além de tudo, podem ser nocivos, pois se um indivíduo humano souber demais sobre a natureza e usá-la para o mal, os seres poderão puni-lo. Raramente se enganam por acharem também o grande conhecimento. Foram representados como dentes de leão no filme e nos livros da série As Crônicas de Spiderwick.
No último discurso de Sócrates, tal como foi preservado no Fédon de Platão, o filósofo condenado à morte diz: "Acima da terra, existem seres vivendo em torno do ar, tal como nós vivemos em torno do mar, alguns em ilhas que o ar forma junto com o Continente; e numa palavra, o ar é usado por Eles, tal qual a água e o mar são por nós, e o Éter é para nós. Mais ainda, o temperamento das suas estações é tal, que Eles não têm doenças e vivem muito mais tempo do que nós, e têm visão e audição e todos os outros sentidos muito mais aguçados do que os nossos, no mesmo sentido que o ar é mais puro que a água e o Éter do que o ar. Eles também têm seus templos e Lugares Sagrados, em que os deuses realmente vivem, e Eles escutam sua vozes e recebem suas respostas; são conscientes de sua presença e mantêm conversação com Eles, e Vêem o Sol, e Vêem a Lua, e Vêem as Estrelas, tal como realmente são. E todas suas bem-aventuranças, são desse gênero".
Eles são os mais altos de todos os Elementais, o seu Elemento Nativo é o de mais alta taxa vibratória. É comum atingirem 1000 anos de idade, não envelhecem nunca. São os Silfos, que têm como líder um Silfo chamado Paralda, e vive na mais alta montanha da Terra. Acredita-se que os Silfos reúnam-se em torno da mente dos sonhadores, dos artistas, dos poetas, e os inspiram com seu alto conhecimento das maravilhas e obras da Natureza. São de temperamento alegre, mutável e excêntrico. A eles é atribuída a tarefa de modelar os flocos de neve e arrebanhar as nuvens, sempre desempenhando esta tarefa com a ajuda das Ondinas, que lhes fornecem a umidade.